# Silkeborgkredsen
Silkeborgkredsen var en valgkreds (eller opstillingskreds) i Århus Amtskreds frem til og med 2006. Kredsen blev nedlagt i forbindelse med indførelsen af Strukturreformen i 2007. 
Den 8. februar 2005 var der 59.546 stemmeberettigede vælgere i kredsen.
Kredsen rummede flg. kommuner og valgsteder:

Pilene angiver hvilken kreds områderne ligger i fra 2007 og frem.
1. Gjern Kommune → Silkeborg Nordkredsen
  1. Fårvang
  2. Gjern
  3. Grauballe
  4. Sorring
  5. Voel
2. Ry Kommune → Skanderborgkredsen
  1. Bjedstrup
  2. Gl. Rye
  3. Låsby
  4. Ry
  5. Tulstrup
3. Silkeborg Kommune
  1. Balle → Silkeborg Sydkredsen
  2. Buskelundskolen → Silkeborg Sydkredsen
  3. Frederiksdal → Silkeborg Nordkredsen
  4. Funder → Silkeborg Nordkredsen
  5. Gødvad → Silkeborg Nordkredsen
  6. Kragelund → Silkeborg Nordkredsen
  7. Langsøskolen → Silkeborg Sydkredsen
  8. Laven → Silkeborg Nordkredsen
  9. Lemming → Silkeborg Nordkredsen
  10. Linå → Silkeborg Nordkredsen
  11. Lysbro → Silkeborg Sydkredsen
  12. Nordre Skole → Silkeborg Sydkredsen
  13. Nørrevangskolen → Silkeborg Sydkredsen
  14. Resenbro → Silkeborg Nordkredsen
  15. Sejling → Silkeborg Nordkredsen
  16. Sejs → Silkeborg Nordkredsen
  17. Serup → Silkeborg Nordkredsen
  18. Sinding → Silkeborg Nordkredsen
  19. Vestergadehallen → Silkeborg Sydkredsen
  20. Virklund → Silkeborg Sydkredsen
4. Them Kommune → Silkeborg Sydkredsen
  1. Bryrup
  2. Gjessø
  3. Hjøllund
  4. Them